# Canned Heat (album)
Canned Heat je eponymní album a debutové album skupiny Canned Heat. Bylo vydané krátce po jejich vystoupení na Monterey Pop Festival. V roce 1999 byla vydána reedice alba pod názvem Rollin' and Tumblin'.

## Seznam skladeb
1. "Rollin' and Tumblin'" (Muddy Waters) – 3:11
2. "Bullfrog Blues" (William Harris) – 2:20
3. "Evil Is Going On" (Willie Dixon) – 2:24
4. "Goin' Down Slow" (St. Louis Jimmy Oden) – 3:48
5. "Catfish Blues" (Robert Petway) – 6:48
6. "Dust My Broom" (Robert Johnson, Elmore James) – 3:18
7. "Help Me" (Sonny Boy Williamson II) – 3:12
8. "Big Road Blues" (Tommy Johnson) – 3:15
9. "The Story of My Life" (Guitar Slim) – 3:43
10. "The Road Song" (Floyd Jones) – 3:16
11. "Rich Woman" (Dorothy LaBostrie, McKinley Millet) – 3:04

### Sestava
- Bob Hite – zpěv
- Alan Wilson – slide kytara, zpěv, harmonika
- Henry Vestine– sólová kytara
- Larry Taylor – basová kytara
- Frank Cook – bicí